# هیل، کامبریا
هیل (به انگلیسی: Haile) یک روستا و محله مدنی در بریتانیا است که در Copeland واقع شده‌است. هیل ۶۱۷ نفر جمعیت دارد.